# Christian Lundeberg
Christian Lundeberg est un homme d'État conservateur suédois né le 14 juillet 1842 à Valbo et mort le 10 novembre 1911 à Stockholm.

## Biographie

### Carrière politique
Membre de la chambre haute du Riksdag, Lundeberg en est le vice-président de 1899 à 1905, puis de 1906 à 1908, et enfin le président de 1909 à sa mort. Durant la crise qui frappe l'union de la Suède et de la Norvège en 1905, il préside le comité parlementaire qui entraîne la chute du ministre d'État Johan Ramstedt au mois d'août. Le roi Oscar II le charge alors de former un nouveau gouvernement. La Norvège choisit l'indépendance par référendum, mais le gouvernement Lundeberg tombe au bout de quelques mois sur la question de l'élargissement du droit de vote.